# Chileense presidentsverkiezingen 1871
De Chileense presidentsverkiezingen van 1871 vonden op 15 juni van dat jaar plaats. De verkiezingen werden gewonnen door de kandidaat van de Fusión Liberal-Conservadora, Federico Errázuriz Zañartu. 
| Kandidaat | Kandidaat | Kandidaat                  | Partij | Partij                                                  | Stemmen | Percentage |
| --------- | --------- | -------------------------- | ------ | ------------------------------------------------------- | ------- | ---------- |
|           |           | Federico Errázuriz Zañartu |        | Fusión Liberal-Conservadora/Partido Liberal (PL · PCon) | 226     | 79,30%     |
|           |           | José Tomás de Urmeneta     |        | Partido Nacional (PN · PR · PL)                         | 58      | 20,35%     |
|           |           | Álvaro Covarrubias Ortúzar |        | Onafhankelijk                                           | 1       | 0,35%      |
| Totaal    | Totaal    | Totaal                     |        |                                                         | 305     | 100%       |

## Bron
- (es)  Elección Presidencial 1871